# Bohadschia argus
Holothurie léopard
Espèce
Statut de conservation UICN

 LC  : Préoccupation mineure
L’Holothurie léopard (Bohadschia argus) est une espèce de concombre de mer, un échinodermes de la famille des Holothuriidae.

## Description
Cette holothurie doit son nom à sa robe jaune doré tachetée de noir (mais aussi plus ou moins lancéolée de blanc sale), cependant sa couleur de base peut varier du brun au beige en passant par le gris et même le violet. Les taches peuvent être entourées d'un halo blanc, et portent une papille en leur centre. Son corps est cylindrique, et sa taille varie de 50 cm à 70 cm de long, pour un poids pouvant dépasser 2 kg. Cette holothurie est munie de tubes de Cuvier, et sa bouche est entourée de 20 tentacules peltés rétractiles.
Cette espèce ressemble beaucoup à Bohadschia ocellata et Bohadschia atra.

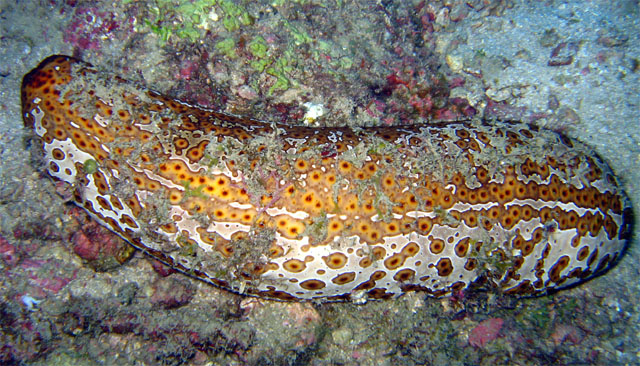
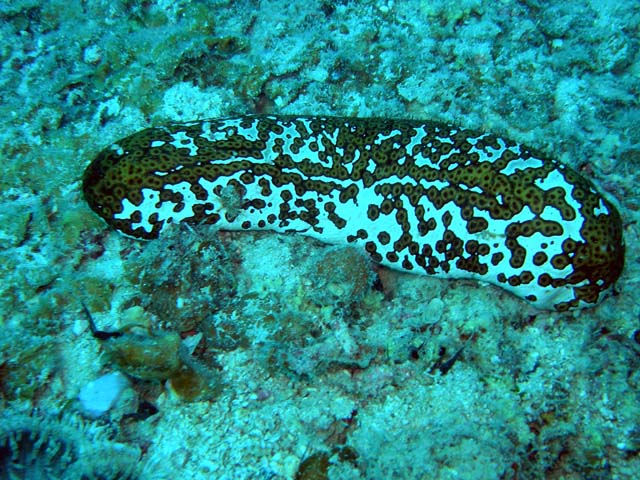

## Habitat et répartition
L'Holothurie léopard est relativement commune dans les eaux tropicales du bassin Indo-Pacifique, mais sont absentes de la partie ouest de l'océan Indien. On la rencontre du Sri Lanka à la Polynésie, et du Japon à l'Australie orientale.
On la trouve typiquement sur les parties calmes des récifs de corail et dans les lagons qui y sont liés, entre 2 et 30 m de profondeur.

## Écologie et comportement
Comme toutes les holothuries, cette espèce est détritivore. Elle ramasse le sédiment à l'aide de ses tentacules buccaux pour les amener à sa bouche et en extraire les particules organiques dont elle se nourrit.
Le commensalisme est fréquent dans la cavité cœlomique de ces holothuries. On y trouve notamment certains petits poissons comme les Carapidae, qui séjournent et circulent librement dans leur anus (et parfois une partie du tube digestif). Ils y trouvent un abri mais aussi une aire de reproduction pour certaines espèces, qui peuvent y habiter en couple. Certains de ces Carapidae sont cependant des parasites délétères, comme les Encheliophis sp., qui se nourrissent des organes internes des holothuries.

## Relations à l'homme
Cette espèce est comestible, et exploitée commercialement dans de nombreux pays asiatiques et océaniens pour le marché asiatique, où elle est vendue sous les noms de « tiger fish » ou « trepang » (nom générique culinaire des holothuries), mais elle a aussi de nombreux noms locaux comme « Matang itik » ou encore « Sam vang ».
Sa valeur commerciale est relativement faible, et c'est également une espèce récoltée dans la pêche de subsistance dans de nombreux pays insulaires.
Comme cette espèce est largement répandue et d'un intérêt commercial limité, elle n'est pas considérée comme une espèce en danger par l'UICN.